# Comostola kawazoei
Comostola kawazoei är en fjärilsart som beskrevs av Inoue 1963. Comostola kawazoei ingår i släktet Comostola och familjen mätare. Inga underarter finns listade i Catalogue of Life.